# NGC 3987
إن جي سي 3987 التي يرمز لها بالرمز NGC 3987، هي مجرة، في كوكبة الأسد.

## الاكتشاف
اكتشفت في 6 أبريل 1785، بواسطة ويليام هيرشل.